# 尖叶栒子
尖叶栒子（学名：Cotoneaster acuminatus）是蔷薇科栒子属的植物。分布在尼泊尔、印度、不丹以及中国大陆的云南、四川、西藏等地，生长于海拔1,500米至3,000米的地区，见于杂木林内，目前尚未由人工引种栽培。